# Ayappakkam
Ayappakkam es una ciudad censal situada en el distrito de Tiruvallur en el estado de Tamil Nadu (India). Su población es de 29511 habitantes (2011). Se encuentra a 27 km de Tiruvallur y a 17 km de Chennai.

## Demografía
Según el censo de 2011 la población de Ayappakkam era de 29511 habitantes, de los cuales 15117 eran hombres y 14394 eran mujeres. Ayappakkam tiene una tasa media de alfabetización del 92,69%, superior a la media estatal del 80,09%: la alfabetización masculina es del 95,82%, y la alfabetización femenina del 89,42%.